# 张学敏
张学敏（1963年11月—），中国肿瘤分子生物学家。军事医学科学院研究员。生于湖北武汉，原籍江西泰和。1986年毕业于第三军医大学军医系，1989年获军事医学科学院硕士学位，1995年于军事医学科学院获博士学位。2011年当选为中国科学院院士。
2023年4月，任第九届国家自然科学基金委员会副主任。